# Mohawk Cycle & Automobile Company
Mohawk Cycle & Automobile Company, vorher Mohawk Cycle Company, war ein US-amerikanischer Hersteller von Fahrzeugen. Andere Quellen geben die Firmierungen Mohawk Auto & Cycle Co. und Mohawk Automobile & Cycle Co. an.

## Unternehmensgeschichte
Die Mohawk Cycle Company war in Indianapolis in Indiana beheimatet. Sie stellte zunächst Fahrräder her, die als Rumsey vermarktet wurden. Die älteste bekannte Anzeige stammt von 1897. Im April 1903 erfolgte die Umfirmierung. Zu der Zeit leitete H. L. Hewitt das Unternehmen. Nun begann zusätzlich die Produktion von Automobilen. Der Markenname lautete Mohawk. 1905 endete die Produktion. Dann wurde das Unternehmen aufgelöst. Ältere Quellen gingen noch von einer Produktionsaufgabe 1904 aus.
Es gab keine Verbindung zur Mohawk Motor Company aus Boston, die zwischen 1914 und 1915 ebenfalls Automobile der Marke Mohawk herstellte.

## Fahrzeuge
Im Angebot standen drei Modelle. Der 7 HP hatte einen Einzylindermotor mit 7 PS Leistung und einen Aufbau als Runabout.
Den 18 HP trieb ein Zweizylindermotor mit 18 PS an. Er war als Tonneau karosseriert.
Der 70 HP hatte einen Vierzylindermotor mit 70 PS Leistung. Er war ein Rennwagen. Hiervon entstanden zwei Fahrzeuge. Käufer waren Carl Fisher und Earl Kiser.

## Modellübersicht
| Jahr      | Modell | Zylinder | Leistung (PS) | Aufbau   |
| --------- | ------ | -------- | ------------- | -------- |
| 1903–1905 | 7 HP   | 1        | 7             | Runabout |
| 1903–1905 | 18 HP  | 2        | 18            | Tonneau  |
| 1903–1905 | 70 HP  | 4        | 70            | Racer    |